# Ostatni koncert w mieście
Ostatni koncert w mieście – pożegnalne wydawnictwo polskiej grupy muzycznej Kazik na Żywo. Album jest zapisem występu w Warszawie, który miał miejsce 6 marca 2015 roku w klubie Stodoła oraz DVD z koncertu w łódzkim klubie Wytwórnia z dnia 22 lutego 2015 roku.

## Lista utworów
CD 1
1. Nie ma litości
2. Artyści
3. Kalifornia ponad wszystko
4. Świadomość
5. Tańce wojenne
6. Konsument
7. Legenda ludowa
8. Jeśli kochasz więcej to boisz się mniej
9. Las Maquinas de la Muerte
10. Nie ma boga
11. Nie zrobimy wam nic złego, tylko dajcie nam jego
12. Polska jest ważna
13. Przy słowie
14. Mój synku
15. W południe

CD 2
1. Łysy jedzie do Moskwy
2. Czemu, ah czemu?
3. Marzenia swoje miej
4. Plamy na słońcu
5. Andrzej Gołota
6. Biały Gibson
7. Ballada o Janku Wiśniewskim
8. Tata dilera
9. Prawda
10. Celina
11. Odpad Atomowy
12. Żona Żołnierza
13. Spalam się

DVD
1. Nie ma litości
2. Artyści
3. Kalifornia ponad wszystko
4. Świadomość
5. Tańce wojenne
6. Konsument
7. Legenda ludowa
8. Jeśli kochasz więcej to boisz się mniej
9. Las Maquinas de la Muerte
10. Nie ma boga
11. Nie zrobimy wam nic złego, tylko dajcie nam jego
12. Polska jest ważna
13. Przy słowie
14. Mój synku
15. W południe
16. Czemu, ah czemu?
17. Łysy jedzie do Moskwy
18. Marzenia swoje miej
19. Plamy na słońcu
20. Andrzej Gołota
21. Biały Gibson
22. Ballada o Janku Wiśniewskim
23. Tata dilera
24. Prawda
25. Celina
26. Odpad atomowy
27. Żona żołnierza
28. Spalam się